# Eupholidoptera karabagi
Eupholidoptera karabagi är en insektsart som beskrevs av Salman 1983. Eupholidoptera karabagi ingår i släktet Eupholidoptera och familjen vårtbitare. Inga underarter finns listade i Catalogue of Life.